# Баллимор (Корк)
Баллимор (англ. Ballymore; ирл. An Baile Mór) — деревня в Ирландии, находится в графстве Корк (провинция Манстер) в 4 км от города Ков и в 23 км от Корка недалеко от южного побережья Ирландии.
Баллимор — ближайшая к центру острова деревня, расположенная на самой старой и длинной дороге острова. Недалеко от Баллимора находится старое кладбище Темплеробин, где когда-то стояла древняя церковь, одна из трех, построенных на острове, возможно, ещё в IX веке. Согласно книге Great Island Tours, изданной местной библиотекой, Темплеробин упоминается в записях 1302 и 1652 годов, но к 1774 году он был признан разрушенным.
В Баллиморе есть небольшая римско-католическая церковь, а школа находится в соседней деревне-близнеце Уолтерстаун. Район тесно связан с семьей Барри — влиятельным родом нормандской эпохи, который и сегодня представлен в районе.
Среди спортивных клубов района — Ballymore Athletic, где с ранних лет тренировалась Соня О’Салливан, золотая медалистка чемпионата мира по легкой атлетике 1995 г. в беге на 5000 м. В районе также действует местный клуб велосипедистов, и здесь ежегодно проводится велогонка.
В деревне имеется единственный публичный дом, известный как «Хай Чапперал». Ранее в Баллиморе было почтовое отделение, но в настоящее время оно преобразовано в почтовое агентство.